# Изпълним файл
В областта на компютърните науки, изпълним файл е такъв файл, който съдържа данни транслирани с компютърна програма. В повечето случаи, файлът съдържа двоично представяне на машинен код за определен микропроцесор.
Съществуват конвенции, определящи името на разширението на един изпълним файл, например: exe, bin. Понякога задавате файловата система, ако даден файл е изпълним. Теоретично, всеки файл, който може да бъде изпълнен от друга компютърна програма е изпълним файл.
Изпълнимите файлове включват повиквания към услуги, предоставяни от операционната система. От това става ясно защо изпълнимите файлове са специфични за средата, за която са написани. Изпълним файл, проектиран за работа на Windows система (която също е вид компютърна програма), не може да се стартира от UNIX.